# Chanticleer
Chanticleer est un ensemble vocal américain, basé à San Francisco, actif depuis 1978.

## Historique
Chanticleer est fondé en 1978 par le ténor Louis Botto, initialement pour interpréter la musique médiévale et la musique de la Renaissance,.
Surnommé « An Orchestra of Voices » (« orchestre de voix ») et composé uniquement de voix d'hommes, l'ensemble est le seul chœur américain professionnel a cappella,.
Basé à San Francisco, Chanticleer, dont le nom est une référence au coq au « chant clair » des Contes de Canterbury de Geoffrey Chaucer, est constitué de douze choristes.
Le répertoire de prédilection de la formation, qui s'est étendu au fil des ans, comprend le chant grégorien, Palestrina, Josquin des Prés, le gospel et la musique contemporaine.
Au disque, Chanticleer publie en 1987 un premier enregistrement sous son propre label, Chanticleer Records. Suivent neuf albums avant que l'ensemble n'enregistre pour Teldec à partir de 1994. Le chœur est lauréat de Grammy Awards pour leurs albums Colors of Love (1999) et Lamentations and Praises (2002).
En 2008, Chanticleer est nommé « ensemble de l'année » par Musical America (en) et intronisé à l'American Classical Music Hall of Fame (en),.
Depuis 2020, Tim Keeler est directeur musical de l'ensemble, succédant à William Fred Scott.

## Directeurs musicaux
Comme directeurs musicaux de l'ensemble, se sont succédé :
- Joseph Jennings (1983-2009) ;
- Jace Wittig (interim 2009-2015) ;
- William Fred Scott (2015-2020) ;
- Tim Keeler (depuis 2020[4]).

## Créations
Très impliqué dans le domaine de la musique contemporaine, Chanticleer est le créateur d'œuvres de Régis Campo (Why Not Measure Joy?, 2005), Chen Yi (en) (Tang Poems, 1995 ; Chinese Myths Cantata, 1996), Augusta Read Thomas, Steven Stucky et John Tavener (Lamentations and Praises), notamment.

## Discographie sélective
Au sein de leur discographie, se distinguent :
- Colors of Love: Works of Thomas, Stucky, Tavener and Rands, Teldec 24570, 1999 ;
- Chanticleer: Magnificat, Teldec 81829, 2000 ;
- Tavener: Lamentations and Praises, Teldec 41342, 2002.